# Зграда Народне банке у Шапцу
Зграда Народне банке у Шапцу је подигнута у строгом центру града, на углу раскрснице које красе зграде хотела Зелени венац, Крсмановића кућа и зграда банке из новијег времена, подигнута на месту некадашњег Милошевог конака.
Зграда је подигнута 1937. године према пројекту архитекте Богдана Несторовића и представља добар пример модерне архитектуре тог времена. Због свог изгледа била је предмет полемике Шапчана, па су је прозвали „ћораво ћоше”, јер није било на том делу украса, већ само на бочним крилима.